# Mešita Al-Fatih
Mešita al-Fátih (arabsky مسجد الفاتح‎‎, Masdžíd al-Fátih) se nachází v Bahrajnu, stojí na předměstí Jaffair hlavního města Manáma, při dálnici. Je to největší islámská stavba v zemi a patří také knejvětším mešitám světa.

## Historie
Mešita byla založena roku 1983 a vystavěna v letech 1984–1988. Je pojmenována na počest chalífy Ahmeda al-Fátiha , který vládl zemi v letech 1783–1795 a proslavil se dobytím pevnosti Az-Zubára v Kataru.

## Architektura
Stavba na půdorysu obdélníka má 4 prostory (dómy) a 2 minarety, celkovou délku 1000 metrů, šířku 75 metrů a zaujímá plochu 6.5000 m². Hlavní hala má sklolaminátovou kupoli a pojme 7 000 věřících.  

### Interiér
Obklady tvoří italský mramor, teakové dřevo z Indie. Jedinou dekoraci stěn tvoří dva pásy fresek, na nichž jsou kufickým kaligrafickým písmem psané citáty z koránu. Skleněné baňky osvětlení byly vyrobeny ve Francii. Velký lustr v kupoli má s ověsky z křišťálového skla a je z Rakouska.

## Islámské centrum a knihovna
Od roku 2006 se součástí mešity stala dvojice budov: 
- Národní islámské centrum (Ahmed Al-Fateh Islamic Center): jednopatrový palác s obklady z bílého vápence
- Knihovna islámské literatury, monumentální válcová budova zvýrazněn á sloupy a dekorací atky s mušlemi. Její fondy obsahují kolem 7000 knih. O výstavbu centra se zasloužil Šejk Isá Bin Salman Al Chalífa, který ji také financoval.

## Turistické cíle
Budovy kromě věřících a badatelů islámu slouží  jako turistická atrakce, kterých v Bahrajnu mnoho není. Prohlídky mešity se konají  obvykle v pátek, od 9 do 16 hodin, pouze s místním průvodcem či průvodkyní. Ženám se k zahalení zapůjčuje plášť a šátek. Prohlídky knihovny jsou možné jen po předchozí domluvě. (2025)

## Galerie

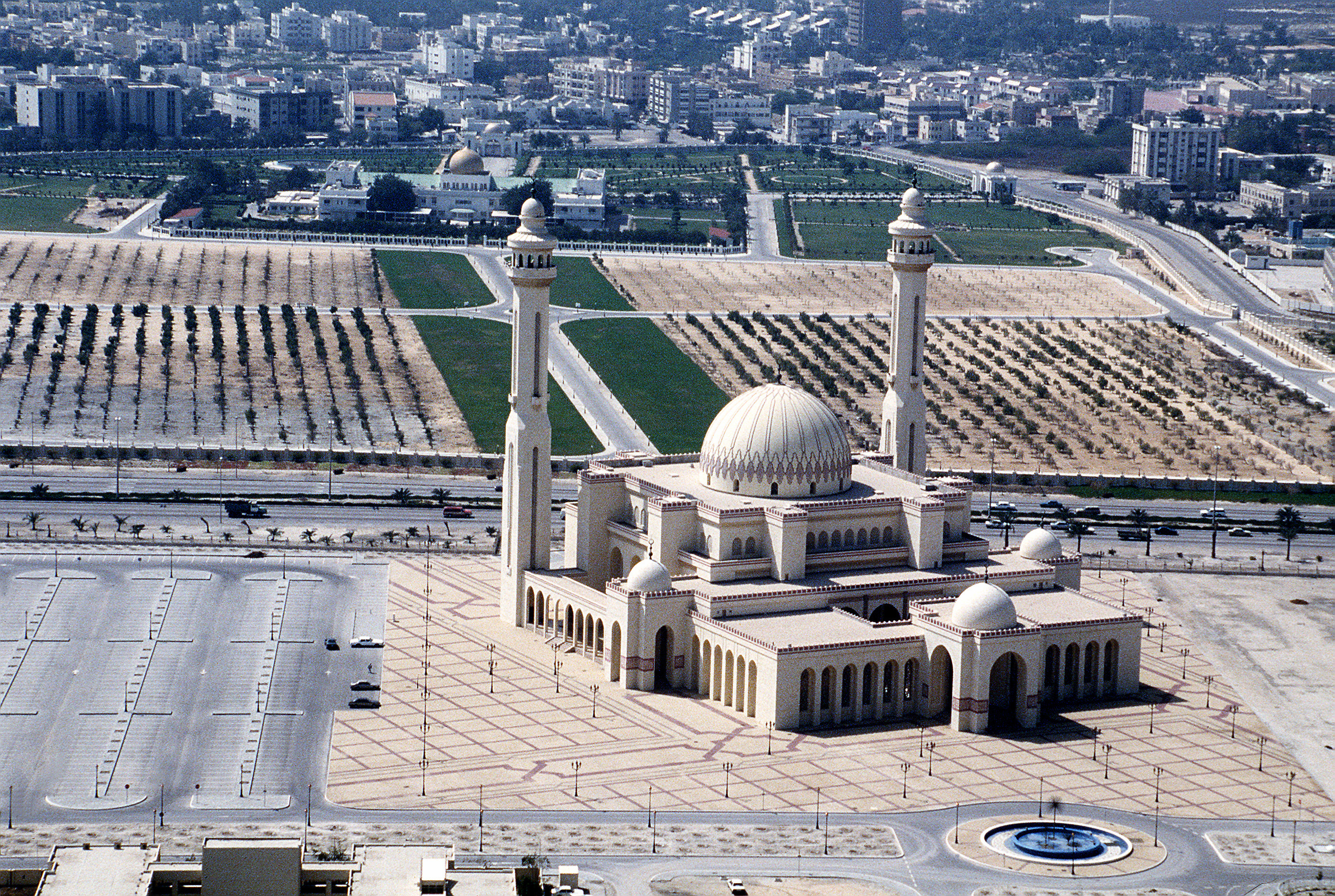
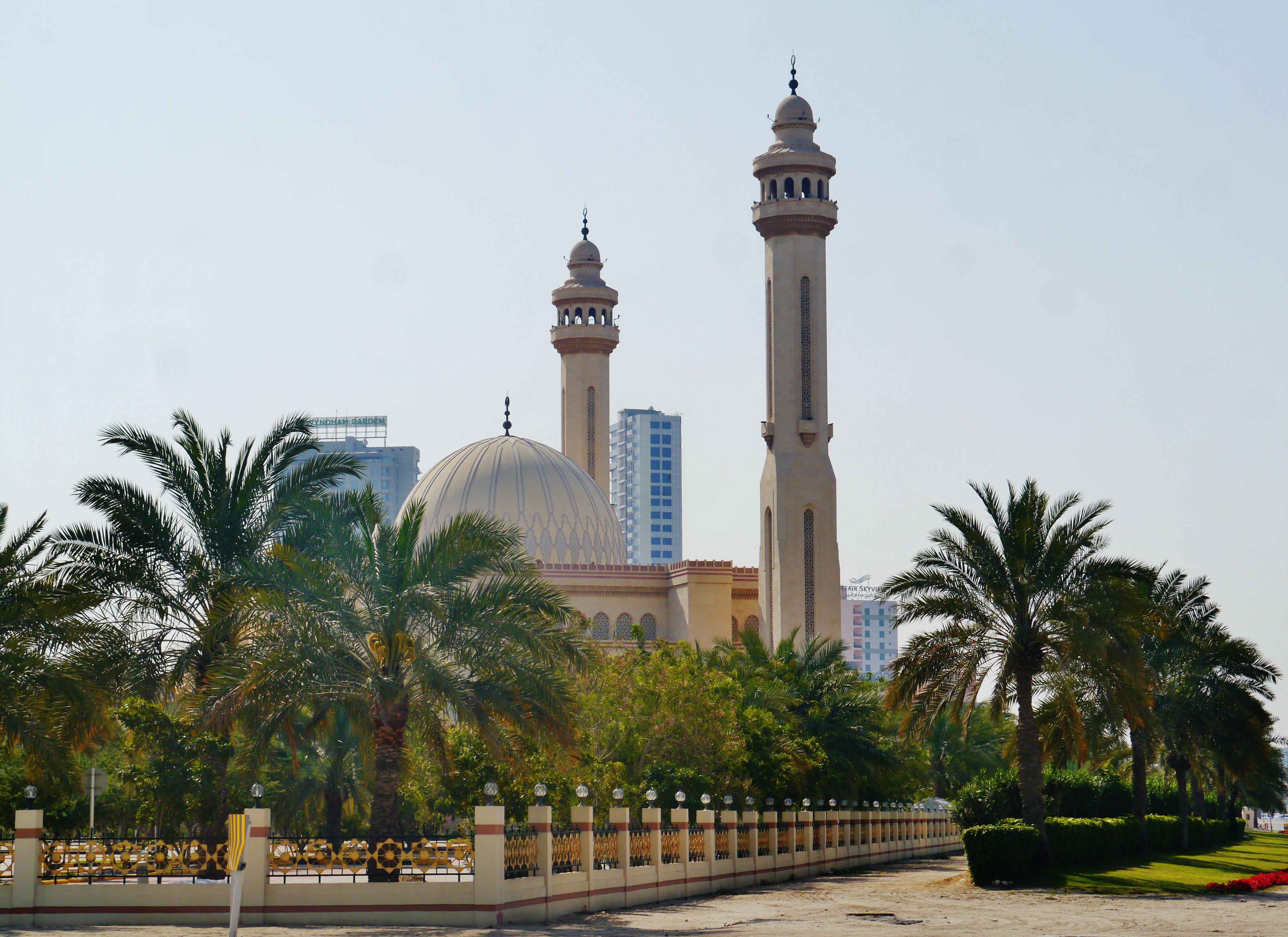
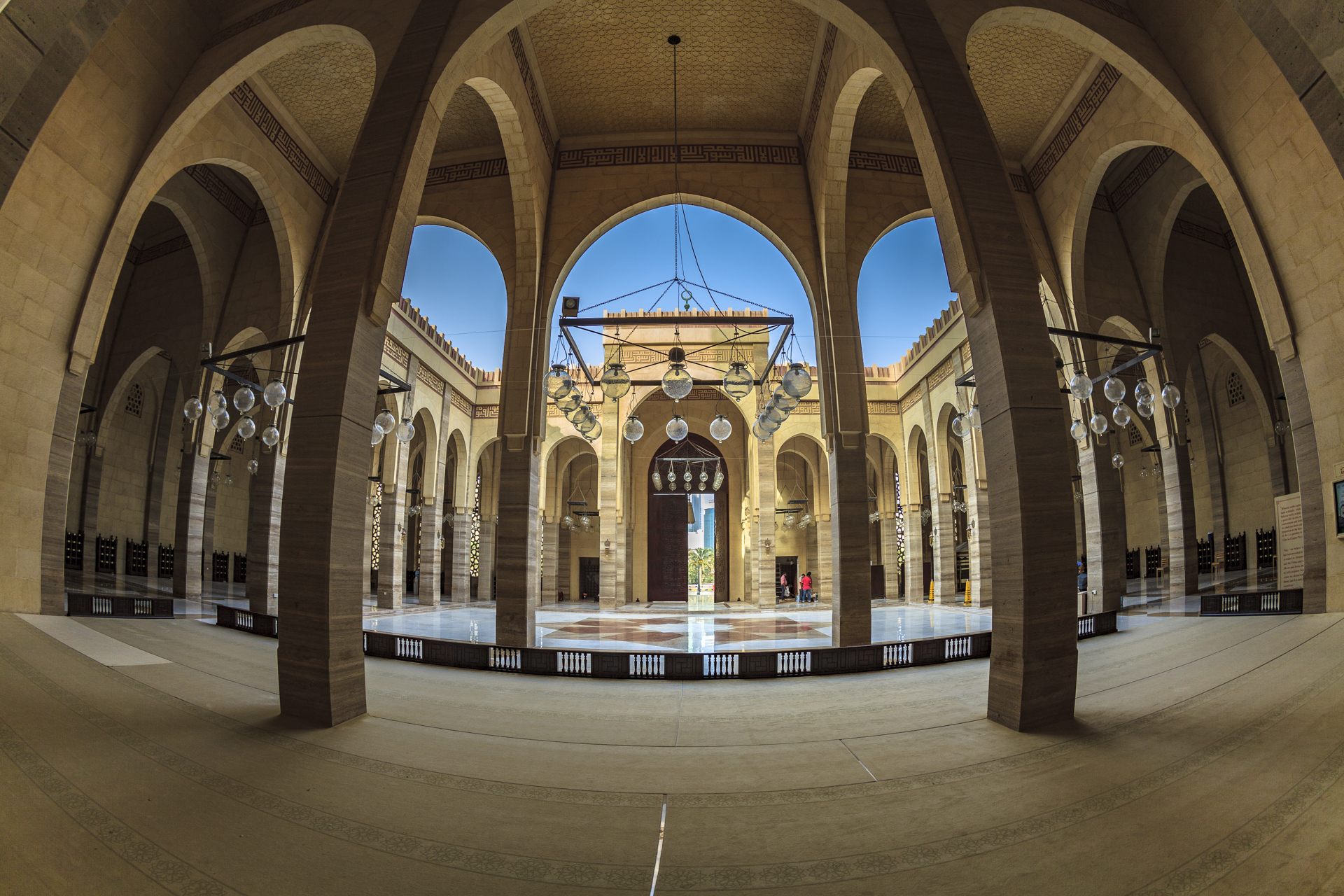
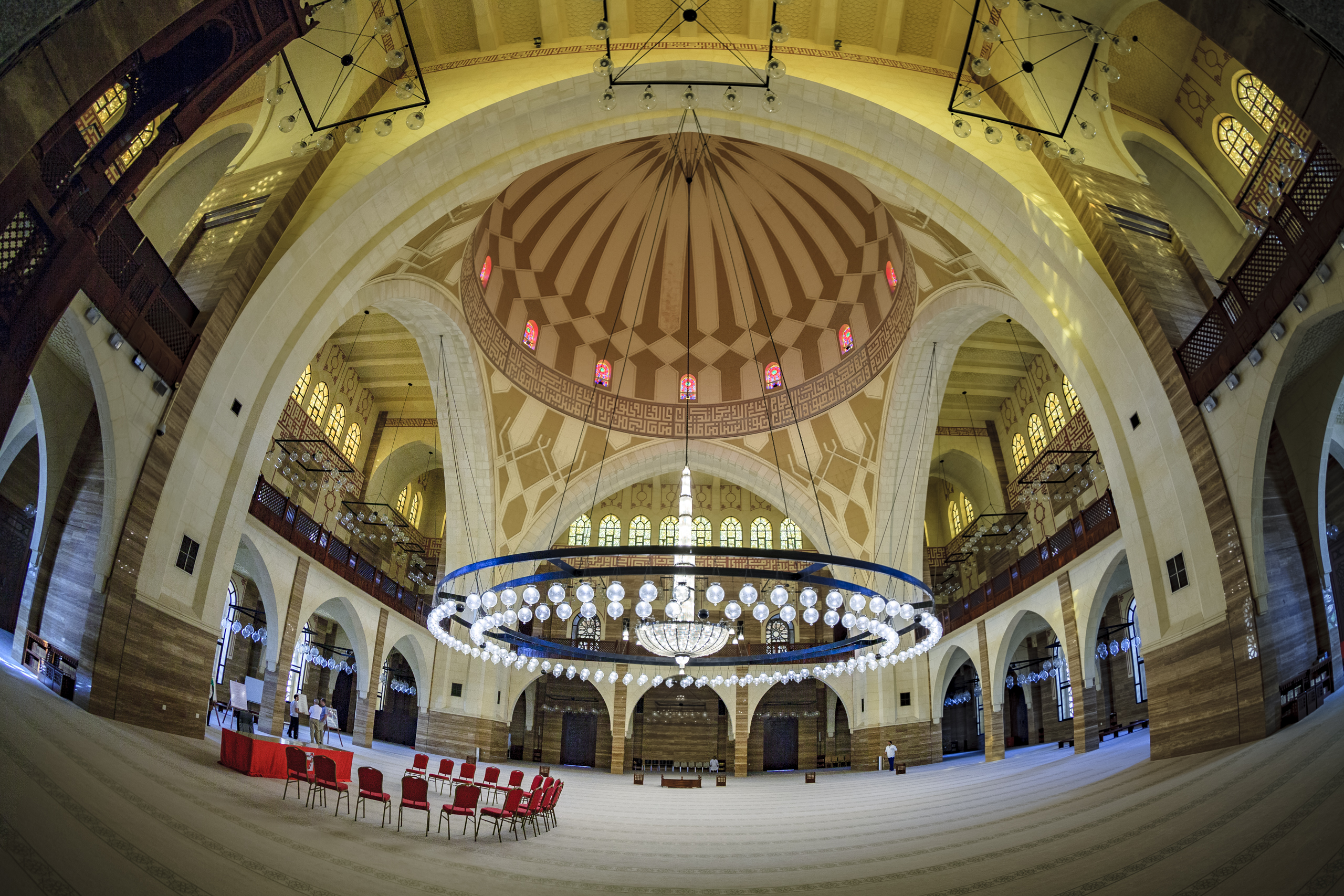
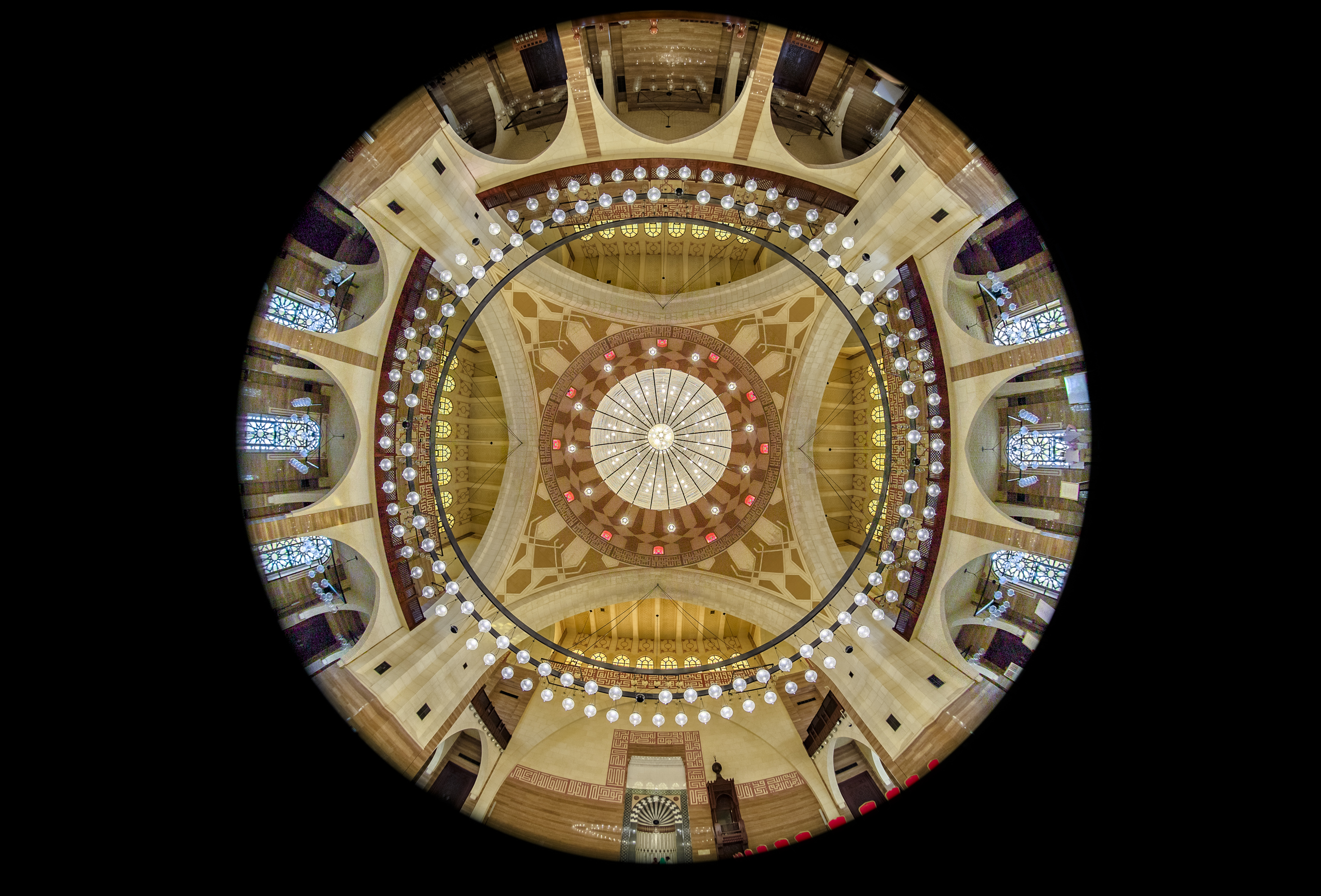